# Biệt thự hoa hồng
Biệt thự hoa hồng (tiếng Hàn: 장미맨션; Romaja: Jangmi Mansion) là bộ phim chiếu mạng của Hàn Quốc với sự tham gia của Lim Ji-yeon và Yoon Kyun-sang. Phim được công chiếu lần đầu trên TVING vào ngày 13 tháng 5 năm 2022.

## Nội dung
Bộ phim kể về câu chuyện của Ji-Na (Lim Ji-yeon), một nhân viên khách sạn. Cô đang tìm kiếm tin tức về người chị gái bị mất tích của mình. Sau khi có tung tích của chị gái, Ji-Na trở về ngôi nhà của gia đình – biệt thự Rose Mansion. Từ đây cô bị cuốn vào một tình huống bất ngờ.
Thám tử tội phạm Min-soo (Yoon Kyun-sang) là người duy nhất tin vào những gì Ji-Na nói. Min-soo đã giúp Ji-Na tìm ra chân tướng đằng sau sự mất tích của Ji-hyun.

## Diễn viên
- Lim Ji-yeon vai Ji-Na[5]
- Yoon Gyun-sang vai Min-soo[5]
- Son Byung-Ho vai cha Ji-Na's[6]
- Jung Woong-In vai Jang Won-seok[7]
- Jo Dal-hwan vai Woo-hyeok [8]
- Kim Jung-woo vai Dong-hyun[9]
- Lee Mi-do vai Seok-ja[10]
- Kim Do-yoon vai Charlie[11]
- Song Bo-eun[12]
- Ae-joo[13]
- Lee Moon-sik
- Song Ji-in vai Ji-hyun[14]
- Ko Kyu-Pil vai Obom[15]
- Jung Ae-ri

## Sản xuất

### Tranh cãi
Vào ngày 19 tháng 5 năm 2022, nhân viên sản xuất đã xin lỗi về phân cảnh một con mèo hoang bị hành hạ và giết chết trong tập 4, phân cảnh đó đã bị xóa và dựng lại.